# 奈良市立伏見中学校
奈良市立伏見中学校（ならしりつ ふしみちゅうがっこう）は、奈良県奈良市西大寺野神町一丁目にある公立中学校。

## 概要
- 奈良市立伏見小学校、奈良市立あやめ池小学校、奈良市立西大寺北小学校の一部児童が進学する。本校は、私服での通学が認められている。
- 体育館は別の敷地にある。その為児童は道路を渡らなくてはいけない。

## 沿革
- 1947年4月22日 - 伏見村立伏見中学校として開校
- 1949年7月 - 六邑小学校を間借りしていたが、新校舎が完成する。
- 1994年10月1日 - 私服での通学が認められるようになる
- 2019年映画テイクオーバーゾーンのロケ地として使用される

## 周辺
- 平城宮跡
- 西大寺
- 喜光寺
- 菅原神社
- 奈良自動車学校
- 奈良市立西大寺北小学校
- 西大寺奥の院
- 帝国コンサルタント
- 竜王大神社
- 菖蒲池駅

## 著名な卒業生
- 安達悠司（参議院議員）
- 村田諒太（プロボクサー）
- 乃一綾（サッカー選手）
- 森村孝志（プロフットサル選手、フットサル日本代表）

## アクセス
- 近鉄奈良線大和西大寺駅から徒歩13分

## 通学区域が隣接している学校
- 奈良市立登美ヶ丘中学校
- 奈良市立平城中学校
- 奈良市立都跡中学校
- 奈良市立京西中学校
- 奈良市立富雄南中学校